# East Carlton
East Carlton is een civil parish in het bestuurlijke gebied Corby, in het Engelse graafschap Northamptonshire met 259 inwoners.